# Ruthven (Iowa)
Pour les articles homonymes, voir Ruthven.
Ruthven est une localité du comté de Palo Alto, situé dans l'Iowa, États-Unis. La population était de 711 personnes lors du recensement de 2000.